# 120
120（百二十、百廿、一二〇、ひゃくにじゅう、ももはた）は、自然数また整数において、119の次で121の前の数である。

## 性質
- 120は合成数であり、約数は1, 2, 3, 4, 5, 6, 8, 10, 12, 15, 20, 24, 30, 40, 60, 120である。
  - 約数の和は360。
  - 28番目の過剰数である。1つ前は114、次は126。
    - σ(n) ≧ 3n を満たす n とみたとき最小の数である。次は180。(ただしσは約数関数、オンライン整数列大辞典の数列 A023197)
    - k = 3 のときの σ(n) ≧ kn を満たす最小の数である。1つ前の2倍は6、次の4倍は27720。(ただしσは約数関数、オンライン整数列大辞典の数列 A023199)
    - n2 ÷ σ(n) が整数になる4番目の数である。1つ前は28、次は364。(ただしσは約数関数)(オンライン整数列大辞典の数列 A090777)
例．1202 ÷ 360 = 40

  - 約数の和が300を超える最小の数である。
- 10番目の高度合成数であり、約数を16個持つ。1つ前は60、次は180。
  - 約数を16個持つ最小の数である。次は168。
  - 約数を n 個持つ最小の数とみたとき、1つ前の15個は144、次の17個は65536。(オンライン整数列大辞典の数列 A005179)
- 約数の和が元の数の3倍になる。そのような数を3倍完全数といい、120は最小の数である。次は672。
- 4番目の倍積完全数である。1つ前は28、次は496。
- 23番目の高度過剰数である。1つ前は108、次は144。
- 自分自身のすべての約数の積が自分自身の8乗になる最小の数である。1つ前の7乗は192、次の9乗は180。(オンライン整数列大辞典の数列 A003680)
- 約数の積の値がそれ以前の数を上回る21番目の数である。1つ前は108、次は168。(オンライン整数列大辞典の数列 A034287)
- 10までの5つの偶数（2、4、6、8、10）の最小公倍数である。1つ前の8までは24、次の12までも120、その次の14までは840。(オンライン整数列大辞典の数列 A051426)
- 120 = 1 × 2 × 3 × 4 × 5
  - 5番目の階乗数 (5!) である。1つ前は24、次は720。
    - 5連続整数の積で表せる数である。自然数の範囲では最小、次は720。

  - 素数 p = 5 のときの p! とみたとき1つ前は6、次は5040。(オンライン整数列大辞典の数列 A039716)
  - n = 5 のときの 5 × n! の値とみたとき1つ前は30、次は600。(オンライン整数列大辞典の数列 A052648)
- 120 = 4 × 5 × 6
  - 3連続整数の積で表せる数である。1つ前は60、次は210。
- 120 = 53 − 5
  - 120 = 1 × 2 × 3 × 4 × 5 × 6/1 × 2 × 3
  - n = 3 のときの (2n)!/n! の値とみたとき1つ前は12、次は1680。(オンライン整数列大辞典の数列 A001813)
  - n = 6 のときの n!/3! の値とみたとき1つ前は20、次は840。(オンライン整数列大辞典の数列 A001715)
- 120 = 2 × 3 × 4 × 5
  - 4連続整数の積で表せる数である。1つ前は24、次は360。
- 120 = 3 × 5 × 8
  - 3連続フィボナッチ数の積で表せる数である。1つ前は30、次は520。
- 120 = 23 × 3 × 5
  - 3つの異なる素因数の積で p 3 × q × r の形で表せる最小の数である。次は168。(オンライン整数列大辞典の数列 A189975)
- 120 = 15 × 23
  - n = 3 のときの 15 × 2n の値とみたとき1つ前は60、次は240。(オンライン整数列大辞典の数列 A110286)
- 120 = 1 + 2 + 3 + 4 + 5 + 6 + 7 + 8 + 9 + 10 + … + 14 + 15
  - 15番目の三角数である。1つ前は105、次は136。
    - 三角数において三角数番目で表せる5番目の数である。1つ前は55、次は231。(オンライン整数列大辞典の数列 A002817)
この数は n = 5 のときの n(n + 1)(n2 + n + 2)/8 の値である。
    - 三角数が三角錐数になる3番目の数である。1つ前は10、次は1540。
    - n 2 − 1 で表せる3番目の三角数である。1つ前は15、次は528。(オンライン整数列大辞典の数列 A006454)
    - 素数 p = 11 のときの p 2 − 1 で表せる2番目の三角数である。1つ前は3、次は528。(オンライン整数列大辞典の数列 A227480)

  - 三角数が過剰数になる4番目の数である。1つ前は78、次は210。(オンライン整数列大辞典の数列 A074315)
  - 三角数がハーシャッド数になる8番目の数である。1つ前は45、次は153。
  - 三角数において各位の和も三角数になる12番目の数である。1つ前は105、次は136。(オンライン整数列大辞典の数列 A062099)
- 120 = 15 + 105
  - 2つの異なる三角数の和で表せる6番目の三角数である。1つ前は91、次は136。(オンライン整数列大辞典の数列 A112352)
- 120 = 1 + 28 + 91 = 6 + 36 + 78
  - 3つの異なる三角数の和で表せる8番目の三角数である。1つ前は105、次は136。(オンライン整数列大辞典の数列 A112353)
- 8番目の六角数である。1つ前は91、次は153。
- 120 = 1 + 3 + 6 + 10 + 15 + 21 + 28 + 36
- 8番目の三角錐数である。1つ前は84、次は165。
- 120 = 22 + 42 + 62 + 82
  - 4連続偶数の平方和で表せる数である。1つ前は56、ただし自然数の範囲では最小、次は216。
- 120 = 02 + 22 + 42 + 62 + 82
  - 5連続偶数の平方和で表せる数である。1つ前は60、ただし負の数を含まないとき最小、次は220。
- 41番目のハーシャッド数である。1つ前は117、次は126。
  - 3を基とする7番目のハーシャッド数である。1つ前は111 、次は201。
- 各位の立方和が平方数になる15番目の数である。1つ前は102、次は123。(オンライン整数列大辞典の数列 A197039)
13 + 23 + 03 = 9 = 32
- 120 = 59 + 61
  - 双子素数の和で表せる7番目の数である。1つ前は84、次は144。
- 4連続素数の和で表せる数である。1つ前は102、次は138。
120 = 23 + 29 + 31 + 37
- 120 = 31 + 32 + 33 + 34
  - 3の自然数乗の和とみたとき1つ前は39、次は363。
  - a = 3 のときの a 1 + a 2 + a 3 + a4 の値とみたとき1つ前は30、次は340。
- 1202 + 1 = 14401 であり、n 2 + 1 が素数になる22番目の数である。1つ前は116、次は124。
- 正三角形の中心角と外角は120°である。
- 正六角形の内角は120°である。
  - 正 n 角形において内角が度数法で整数になる4番目の角度である。1つ前は108°、次は135°。(オンライン整数列大辞典の数列 A110546)
- 角度では、1周の 1/3 は120°である（360 ÷ 3 = 120）。
- cos120° + i sin120° は1の虚立方根のひとつである。
- 三角関数では sin120° = √3/2 , cos120° = − 1/2 , tan120° = − √3 。また 120° = 2π/3 rad である。
- 1/120 = 0.0083… (下線部は循環節で長さは1)
  - 逆数が循環小数になる数で循環節が1になる17番目の数である。1つ前は96、次は144。(オンライン整数列大辞典の数列 A070021)
- 120個の立体を持つ正多胞体は正百二十胞体である。次に立体の数が少ない正多胞体は正六百胞体である。
- 120 = 23 × (24 − 1)
  - n = 4 のときの 2n−1(2n − 1) の値とみたとき1つ前は28、次は496。
  - この形の数で完全数にならない2番目の数である。1つ前は1、次は2016。(オンライン整数列大辞典の数列 A144858)
  - この形の数で3倍完全数になる最小の数である。次は523776。
  - 120 = 8 × σ(8) (ただし σ は約数関数)
    - n = 8 のときの n × σ(n) の値とみたとき1つ前は56、次は117。(オンライン整数列大辞典の数列 A064987)
- 120 = 112 − 1
  - n = 11 のときの n 2 − 1 の値とみたとき1つ前は99、次は143。(オンライン整数列大辞典の数列 A005563)
  - n = 2 のときの 11 n − 1 の値とみたとき1つ前は10、次は1330。(オンライン整数列大辞典の数列 A024127)
- 120 = 22 + 42 + 102
  - 3つの平方数の和1通りで表せる50番目の数である。1つ前は116、次は133。(オンライン整数列大辞典の数列 A025321)
  - 異なる3つの平方数の和1通りで表せる38番目の数である。1つ前は118、次は121。(オンライン整数列大辞典の数列 A025339)
- 2 と 3 を除く素数は全て 6n ± 1 の形で表せるが、6n ± 1 の形の素数がない最小の6の倍数である。次は144。(オンライン整数列大辞典の数列 A259826)
- パスカルの三角形 (二項係数) に6回出現する最小の数である。次は210。(オンライン整数列大辞典の数列 A098565)
- n = 120 のとき n と n + 1 を並べた数を作ると素数になる。n と n + 1 を並べた数が素数になる18番目の数である。1つ前は108、次は126。(オンライン整数列大辞典の数列 A030457)
- 連続整数からなる29番目の数である。1つ前は 102、次は123。(オンライン整数列大辞典の数列 A215014)
- 120 = 132 − 49
  - n = 13 のときの n 2 − 49 の値とみたとき1つ前は95、次は147。(オンライン整数列大辞典の数列 A098848)
- 120 = 172 − 169
  - n = 17 のときの n 2 − 132 の値とみたとき1つ前は87、次は155。(オンライン整数列大辞典の数列 A132768)
- 約数の和が120になる数は4個ある。(54, 56, 87, 95) 約数の和4個で表せる2番目の数である。1つ前は96、次は180。
- 連続してある数に対して約数の和を求めていった場合15個の数が120になる。120より小さい数で15個ある数はない。1つ前は60 (14個)、次は168 (21個)。いいかえると {\displaystyle \sigma ^{m}(n)=120~(m\geqq 1)} を満たす n が15個あるということである。(ただし σ は約数関数)(オンライン整数列大辞典の数列 A241954)

## その他 120 に関連すること
- 西暦120年
- 紀元前120年
- 年始から数えて120日目は4月30日、閏年の場合は祝日昭和の日である4月29日。
- 120フィルムは、写真フィルムの1つ。裏紙付き・パーフォレーションなし・幅6cmのロールフィルム。
- 120周年を大還暦という。還暦2回という意味である。かつては120年を還暦とされていた。
- フリーダイヤルは、0120 から始まる電話番号が多い。
- アニメ『宇宙戦艦ヤマト』の名台詞「エネルギー充填120％」。
- 西経120度線、東経120度線
- UFC 120
- 120mm迫撃砲 RT
- 120mm迫撃砲PM-38
- 120mm迫撃砲PM-43
- チャイナエアライン120便炎上事故
- 中国の小説『三国志演義』や『水滸伝』は全120回からなっている（120回本）。
- 平成31年（2019年1月1日 - 4月30日）の日数は120日間。
- 『120円の春 \120Stories』は、2005年に発売されたゲーム。
- 第120代天皇は仁孝天皇である。
- 第120代ローマ教皇はアナスタシウス3世（在位：911年6月〜913年8月）である。
- 大相撲の幕下の定員は、現行制度では付出を除けば120人である。